# Johannes Körner
Johannes Körner (* 27. Mai 1870 in Berlin; † 7. September 1931 in Münster) war ein deutscher Architekt, preußischer Baubeamter und Denkmalpfleger.

## Werdegang
Nach seinem Studium der Architektur in Berlin war Körner als Regierungsbauführer (Referendar im öffentlichen Bauwesen) an der Rekonstruktion von Schloss Burg beteiligt. 1899 legte er das zweite Staatsexamen ab und arbeitete anschließend als Regierungsbaumeister (Assessor im öffentlichen Bauwesen) vier Jahre bei den Neubauten für die Universitätskliniken in Kiel. Als nächste berufliche Station übernahm er bei der Verwaltung der Provinz Westfalen die Bauleitung für die Provinzialheilanstalt Warstein. Ab 1909 war er bei der Hochbauabteilung der Provinzialhauptverwaltung in Münster tätig, bis ihm 1913 die Leitung der Hochbauabteilung bei der Verwaltung der Provinz Posen übertragen wurde. Von 1914 bis 1918 nahm er als Reserveoffizier am Ersten Weltkrieg teil. Nach dem Krieg wurde er aus dem jetzt polnischen Posen ausgewiesen.
Die westfälische Provinzialverwaltung berief ihn 1921 nach Münster als Nachfolger von Albert Ludorff auf die seit 1915 unbesetzte Stelle des Provinzialkonservators. Die drei unter seiner Leitung entstandenen Bände der Reihe Die Bau- und Kunstdenkmäler von Westfalen (siehe unter Schriften) zeichnen sich durch eine ausführlichere Beschreibung der aufgenommenen Objekte aus als in den vorangegangenen Bänden.

## Schriften
- Kreis Büren. Münster 1926 (= Die Bau- und Kunstdenkmäler von Westfalen, Band 38).
- Landkreis Recklinghausen und Stadtkreise Recklinghausen, Bottrop, Buer, Gladbeck und Osterfeld. Münster 1929 (= Die Bau- und Kunstdenkmäler von Westfalen, Band 39).
- Stadt Bocholt. Münster 1931 (= Die Bau- und Kunstdenkmäler von Westfalen, Band 40).